# Pseudolognatha
Pseudolognatha is een geslacht van kevers uit de familie bladkevers (Chrysomelidae).
De wetenschappelijke naam van het geslacht werd in 1903 gepubliceerd door Martin Jacoby.

## Soorten
- Pseudolognatha immaculata (Jacoby, 1899)
- Pseudolognatha salisburiensis Jacoby, 1903
- Pseudolognatha thoracica (Weise, 1903)